# Gonzalo Mengual Segura
Gonzalo Mengual Segura (Alacant, 1878 - 1953) fou un polític i metge alacantí. Llicenciat en Medicina i especialitzat en oftalmologia, fou director de l'Hospital Provincial d'Alacant i membre del consell d'administració de la Caixa d'Estalvis d'Alacant. Fou regidor de l'ajuntament d'Alacant pel Partit Liberal el 1911 i el 1915, i el 1923 presidí la Liga de la Moralidad Pública. Es presentà a les eleccions municipals espanyoles de 1930 com a cap de l'Aliança Monàrquica i fou nomenat alcalde d'Alacant l'abril de 1930 per la dictadura de Dámaso Berenguer, però fou destituït el febrer 1931. Durant la Segona República Espanyola fou dirigent de la Dreta Regional Agrària i el 1932 fou detingut acusat de donar suport l'intent de cop d'estat del general Sanjurjo. Té un carrer dedicat prop de Montemar.